# 李愍
李 愍（り びん、生年不詳 - 535年）は、北魏末から東魏にかけての軍人。字は魔憐。本貫は趙郡柏人県。

## 経歴
李元忠の一族の人であった。容貌魁偉で、若くして大志を抱き、40歳になっても州郡に仕えようとせず、やくざ者を集めて仲間としていた。
北魏の孝昌年間に華北で兵乱が起こると、李愍は林慮山に潜んで、情勢の変化を観望していた。孝昌2年（526年）、鮮于修礼・毛普賢らの反乱を大都督の長孫稚が鎮圧に向かうと、李愍は長孫稚に召し出されて、帳内統軍となった。長孫稚の軍は呼沱に達して、反乱軍の迎撃を受けて敗北した。このため李愍は家に帰った。
北魏の安楽王元鑑が北道大行台となって鄴に入ると、李愍は元鑑に召し出されて、武騎常侍・仮節・別将に任じられ、鄴城の東郭に駐屯した。葛栄の反乱軍が信都を包囲し、陽平以北の地を占領して強盛をほこったが、李愍は元鑑の命を受けて討伐軍の先鋒をつとめ、軍功を挙げた。元鑑が葛栄に降って寝返ると、李愍は急病を装って元鑑のもとから離れた。ほどなく北魏の大都督の源子邕が安陽に駐屯し、大都督の裴衍が鄴城に駐屯して、西方の元鑑を討とうとした。李愍は源子邕の下につき、奉車都尉に任じられ、持節・別将として鄴の西北の汁河に駐屯した。葛栄がその叔父の楽陵王葛萇に騎兵1万人を与えて李愍を攻撃させたが、李愍は険阻な地形を利用して抗戦し、葛萇の前進を阻んだ。爾朱栄が東関に入ると、李愍は爾朱栄と面会した。爾朱栄は反乱軍を分断すべく、李愍に別道を取らせて襄国に向かわせ、反乱側の広州刺史の田怙の軍を襲撃させた。李愍が襄国に着かないうちに、葛栄が爾朱栄に捕らえられて反乱は終息した。李愍は建忠将軍の号を受けた。広平郡の易陽県・襄国県と南趙郡の中丘県を分離して易陽郡が新たに立てられると、李愍がその太守となり、襄国侯の爵位を受けた。
永安3年（530年）、李愍は仮の平北将軍・持節・易陽郡大都督となり、楽平郡太守に転じた。楽平郡に赴任する前に、孝荘帝が爾朱氏に殺害されたため、李愍は部下を率いて西の石門山を守った。幽州刺史の劉霊助や高昂兄弟や安州刺史の盧曹らと連係して爾朱氏と対抗しようとしたが、普泰元年（531年）に劉霊助が敗死したため、李愍は石門に帰った。高歓が信都で起兵すると、李愍を招いたため、李愍は数千人を率いて高歓に合流した。使持節・征南将軍・都督相州諸軍事・相州刺史に任じられ、尚書西南道行台を兼ねた。李愍は西の旧鎮に戻って、馬鞍山に塁を築き、爾朱兆の侵攻に備えた。中興2年（532年）、高歓により相州が平定されると、李愍は鄴に召還され、西南道行台都官尚書に任じられ、また故城に駐屯した。爾朱兆らが鄴城めざして進軍してくると、李愍は高歓に召し出されて鄴城を守った。
太昌元年（同年）、李愍は太守卿に任じられた。後に南荊州刺史・南荊州大都督として出向した。南荊州は孝昌年間以来、旧道が断絶し、任命された刺史は間道を通って州に赴任する状況であった。李愍は部下数千人を率いて懸瓠に向かい、比陽から旧道を修復しながら進んだ。戦いながら前進すること300里あまり、各所に郵亭を立て、少数民族たちを屈服帰順させていった。南朝梁の南司州刺史の任思祖や隨郡太守の桓和ら3万の兵を率いて、下溠戍を包囲すると、李愍は自ら兵を率いてこれを討ち、撃退した。車騎将軍の号を加えられた。李愍は南荊州に水路を整備して、灌漑による水田1000頃あまりを開いた。
後に李愍は行東荊州事に転じ、そのまま驃騎将軍・東荊州刺史・東荊州大都督となって、散騎常侍の位を加えられた。永熙3年（534年）、孝武帝が関中に入ると、李愍は趙剛の勧めを容れて、侯景に呼応した楊祖歓を斬り、入関を検討していた。しかし天平2年（535年）に死去した。東魏により使持節・都督定殷二州諸軍事・儀同・定州刺史の位を追贈された。

## 伝記資料
- 『北斉書』巻22 列伝第14